# Buziet
Buziet – miejscowość i gmina we Francji, w regionie Nowa Akwitania, w departamencie Pireneje Atlantyckie.
Według danych na rok 1990 gminę zamieszkiwało 369 osób, a gęstość zaludnienia wynosiła 45 osób/km² (wśród 2290 gmin Akwitanii Buziet plasuje się na 820. miejscu pod względem liczby ludności, natomiast pod względem powierzchni na miejscu 1189.).